# Stade Municipal de Oued Zem
Stade Municipal – stadion piłkarski w Oued Zem, w Maroku. Obiekt może pomieścić 3000 widzów. Swoje spotkania rozgrywają na nim piłkarze klubu Rapide Oued Zem.